# أوسيراس
بلدية أوسيراس/ليس أوسيريس (بالإسبانية: Useras)‏ (بالفالنسية:Les Useres)، هي إحدى بلديات مقاطعة كاستيلون التي تقع في منطقة بلنسية، في شرق إسبانيا.
يبلغ عدد سكانها 1.001 نسمة وفقاً لإحصائية سنة (2006).